# Округ Едвардс (Илиноис)
Округ Едвардс (енгл. Edwards County) је округ у америчкој савезној држави Илиноис.

## Демографија
По попису из 2010. године број становника је 6.721, што је 250 (-3,6%) становника мање 2000. године.
| Група             | 2000.         | 2010.         |
| Белци             | 6.869 (98,5%) | 6.555 (97,5%) |
| Афроамериканци    | 10 (0,1%)     | 30 (0,4%)     |
| Азијати           | 28 (0,4%)     | 22 (0,3%)     |
| Хиспаноамериканци | 32 (0,5%)     | 59 (0,9%)     |
| Укупно            | 6.971         | 6.721         |